# Caduta dell'Impero romano d'Occidente (storiografia)

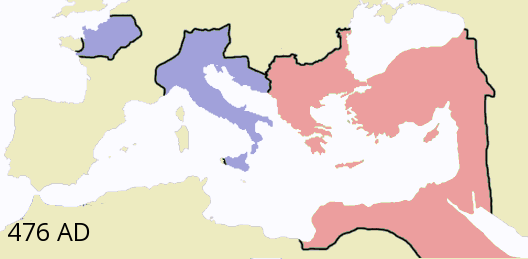
L'impero romano d'Occidente e l'impero d'Oriente nel 476

La storiografia dedicata alla caduta dell'Impero romano d'Occidente sin dagli inizi ha messo in discussione che questa potesse essere fissata, sia pure formalmente, alla data del 476, anno in cui Odoacre depose l'ultimo imperatore romano-occidentale, Romolo Augusto.

## Il mito della decadenza e caduta di Roma
Già Arnaldo Momigliano (1908 – 1987), definito da Donald Kagan «il più importante studioso al mondo della storiografia del mondo antico», notava come fin dalla storiografia settecentesca la caduta dell'Impero romano rappresentasse «il valore di archetipo di ogni decadenza e quindi di simbolo delle nostre paure».
Dagli storici illuministi sino a quelli della prima metà del Novecento la scomparsa dell'Impero romano d'Occidente è stata vista come la fine della civiltà antica e un simbolo delle ansie e paure del presente, quasi «un memento mori per la propria età».
In opposizione a questi, altri storici hanno visto nella Roma del IV e V secolo l'anticipazione e la conferma dei miti e delle certezze ideologiche proprie della loro epoca.
«La sacra retorica della storia sociale della tarda romanità» è stata del tutto abbandonata negli ultimi anni del XX secolo da una moderna storiografia che all'angosciante visione della fine dell'Impero con la puntigliosa ricerca delle sue cause ha sostituito la concezione di quello che viene chiamato «il tardo antico»: un'età nuova, del tutto autonoma e diversa sia dal mondo classico sia da quello medioevale, rintracciabile in un periodo più o meno compreso tra il lII e il VII-VIII secolo d.C.

## Gli umanisti
La visione della decadenza di Roma vista come la fine della splendida età dell'oro del periodo classico e premessa di un'età oscura di barbarie è il prodotto dell'umanesimo italiano: il periodo della rinascita della classicità.
Il tema della fine dell'Impero costituisce il sottofondo della polemica sulla questione della lingua, discussione apertasi con l'avvento della lingua volgare all'interno della lingua in uso - specie in chiave letteraria a quell'epoca.
La crisi del mondo classico e della sua lingua secondo Leonardo Bruni (1370–1444) andava rintracciata all'interno di quello stesso mondo: egli infatti riscontrava fenomeni di autocorruzione della lingua latina sostenendo l'esistenza di una diglossia: oltre al latino classico, aulico, sarebbe esistito un livello inferiore, meno corretto, usato informalmente nei contesti quotidiani, da cui provengono le lingue romanze.
Oppositore di questa teoria era Flavio Biondo (1392 – 1463), il creatore del termine Medioevo, il quale sosteneva invece che la causa della corruzione della lingua e della decadenza dell'Impero fosse attribuibile all'aggressione esterna dei popoli germanici.

## XVII secolo

### Bossuet

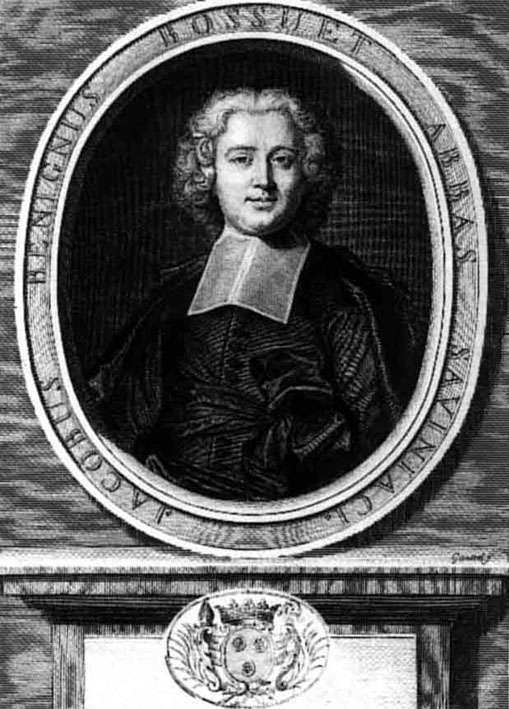
Jacques Bénigne Bossuet

Per lo storico e vescovo Jacques Bénigne Bossuet (1627-1704) ciò che aveva reso grande Roma era stata la libertà che gli antichi Romani preferivano alla ricchezza: per questo essi decisero di essere poveri e austeri.
Il rispetto per le leggi, il forte esercito e l'istituzione del senato contribuivano a rendere grande Roma con la sua politica di fedeltà alle alleanze e divisione dei nemici.
Per il Bossuet la causa della decadenza dell'Impero furono le guerre civili e la crescente influenza dell'esercito, che a un certo punto eleggeva e deponeva gli imperatori a suo piacimento, minando così la stabilità interna.
Fu quindi l'indisciplina dell'esercito la causa della rovina dell'impero.
Le teorie di Bossuet saranno riprese da alcuni illuministi come il Montesquieu.

### Tillemont
Louis-Sébastien Le Nain de Tillemont (1637 – 1698) fu l'autore di una monumentale opera sulla storia dell'Impero e della Chiesa, ancora oggi considerata, per l'ampiezza e la precisione di dettagli, un'opera di consultazione.
Tillemont dovette adeguarsi all'intervento della censura ecclesiastica pubblicando la sua opera divisa in due parti: la prima, l'Histoire des empereurs et des autres princes qui ont regné durant les six première siècles de l'Eglise (Storia degli imperatori e degli altri principi che hanno regnato durante i primi sei secoli della Chiesa), in sei volumi (pubblicati dal 1690 al 1697: gli ultimi due postumi nel 1701 e nel 1738). La seconda parte fu edita con il titolo di Memoires pour servire à l'histoire ecclesiastique des six premiéres siecles (Memorie da utilizzare per la storia ecclesiastica dei primi sei secoli).
Tillemont fu uno dei primi storici che si resero conto come quella data del 476 d.C., che avrebbe segnato l'anno della caduta dell'Impero, era del tutto generica apparendo chiaro che dopo quell'anno la situazione politica e sociale dell'Impero era rimasta immutata rispetto a prima e che un cambiamento si notava solo dopo il VI secolo.
Tillemont quindi non fece nessuna differenza tra impero d'occidente e impero d'oriente e la sua fu semplicemente "la storia dell'impero romano" fino al VI secolo, da Augusto a Giustiniano I.
Inoltre come notò Momigliano, Tillemont, forse più del laico Machiavelli si era sforzato di presentare la storia dell'Impero assolutamente disgiunta da quella della Chiesa con il proposito di giustificare «l'assolutismo del potere monarchico», in base al principio del «princeps legibus solutus» (principe sciolto dall'osservanza delle leggi).

## Secondo gli Illuministi

### La tesi di Montesquieu

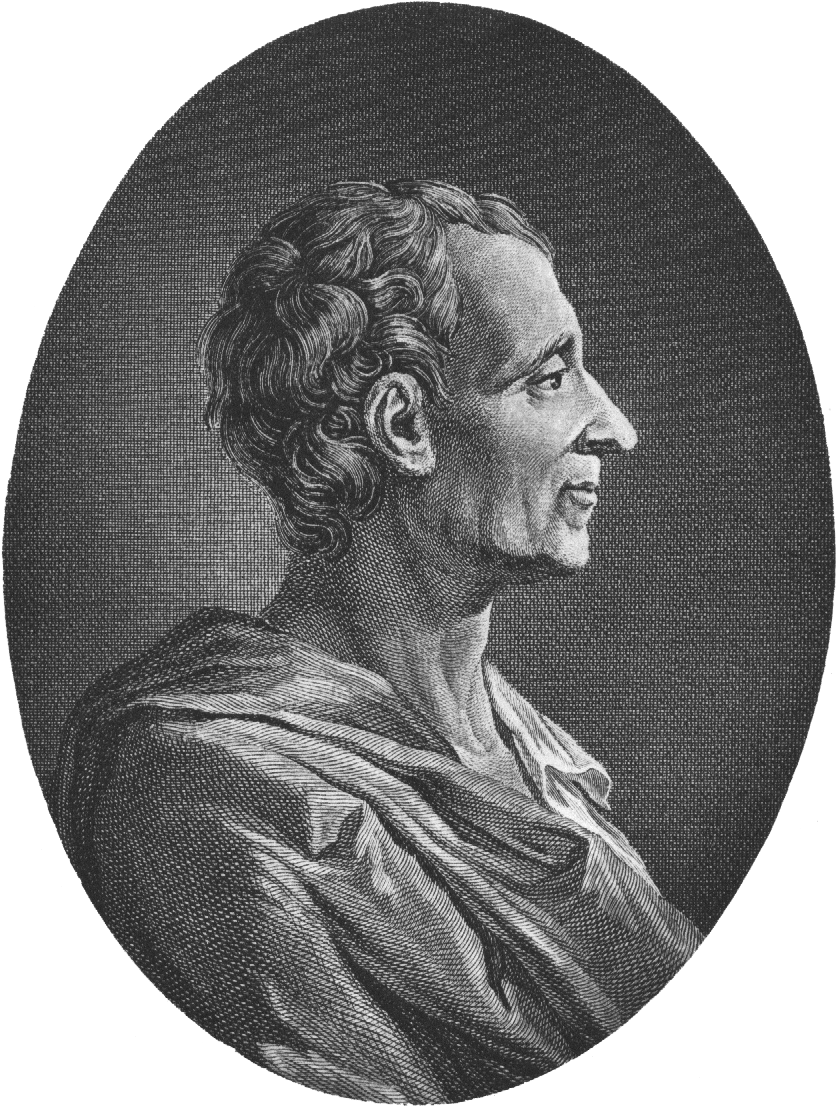
Montesquieu (1689-1755)

Montesquieu, nella sua opera Considerazioni sulle cause della grandezza e decadenza dei Romani, esaminava le cause della decadenza e rovina dell'Impero. Secondo il filosofo francese, i motivi che avevano reso grande Roma erano l'amore per la patria, l'incorruttibilità dei magistrati, la probità dei comandanti, l'influenza dello stoicismo, la severa disciplina militare, il cosiddetto divide et impera, l'equilibrio tra le istituzioni (che si controllavano a vicenda) e la capacità di impadronirsi delle tattiche altrui.
Montsquieu valutava positivamente anche gli scontri tra patrizi e plebei, che contribuirono a mantenere vivo lo spirito di libertà della Repubblica.
Tuttavia ben presto Roma conobbe il declino, a causa del crescente dispotismo seguito alla caduta della Repubblica che causò la perdita di tutti quei valori che l'avevano resa grande: cosicché, a causa dell'influenza dei molli e corrotti costumi orientali, la società romana divenne corrotta; le virtù repubblicane vennero represse dal dispotismo e dalla tirannia di imperatori come Nerone, Caligola, Commodo e Domiziano; l'estensione spropositata dell'Impero lo rese ingovernabile dal centro e la conseguente divisione dell'Impero in una pars occidentalis e una pars orientalis non fece altro che accelerarne la rovina, favorendo i barbari invasori.
Secondo Montesquieu, tutte le forme di governo, per stabili che siano, sono destinate prima o poi a decadere e a scomparire.
Dall'opera dello storico francese emerge un grande amore per la libertà repubblicana e una profonda condanna del dispotismo e della tirannia.

### La tesi di Voltaire

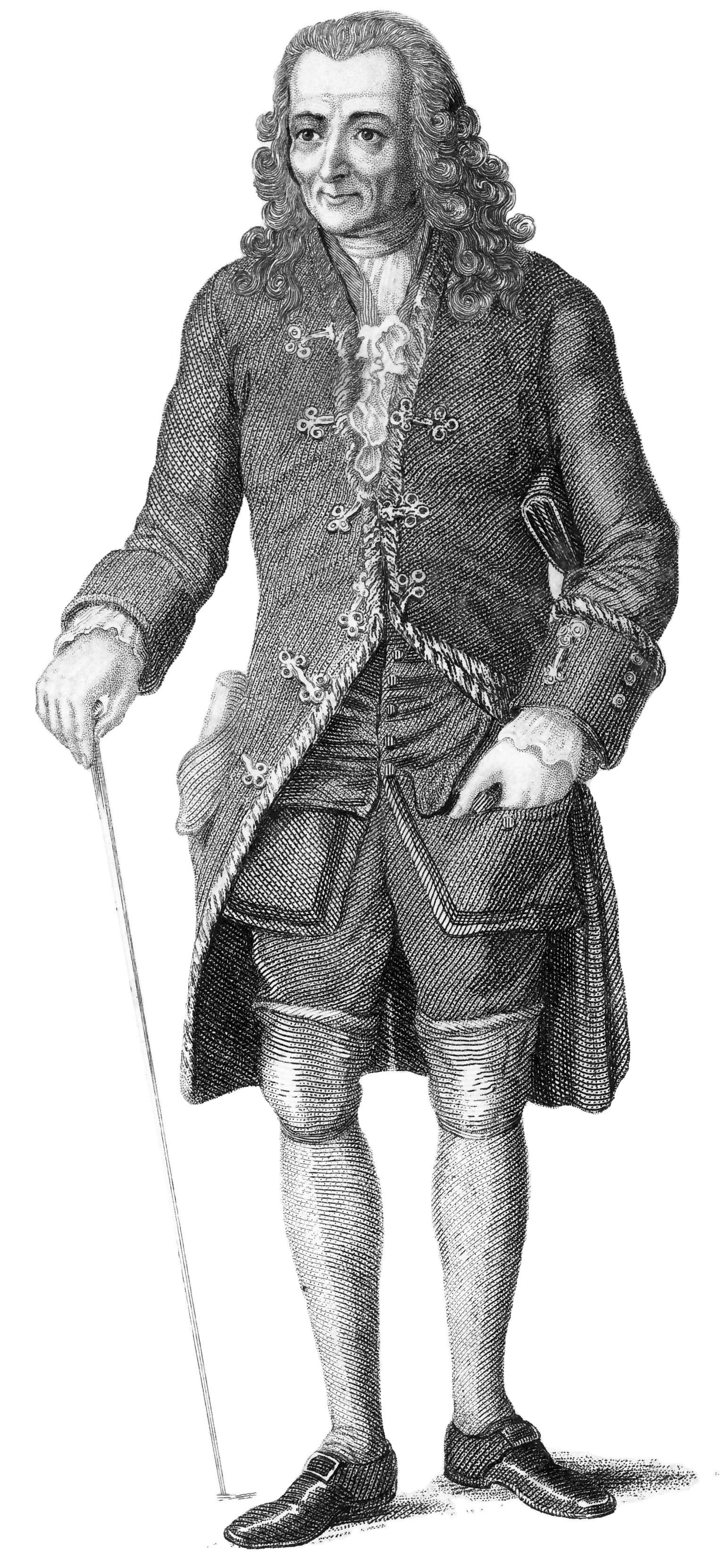
Voltaire (1694-1778)

Secondo Voltaire, le cause della caduta dell'Impero romano furono essenzialmente due:
1. I barbari
2. Le dispute religiose

Secondo Voltaire i Romani non riuscirono a fronteggiare le invasioni barbariche perché avevano perso tutto il loro spirito combattivo per colpa del Cristianesimo, il quale li aveva ingentiliti; a causa della nuova religione l'Impero aveva adesso più monaci che soldati:
Un'altra causa della rovina dell'Impero scatenata dalla diffusione del cristianesimo furono le dispute religiose, che resero l'Impero meno coeso e ne accelerarono la rovina:
Per Voltaire quindi l'artefice principale della caduta dell'Impero fu Costantino I, l'Imperatore convertito che, con l'editto di Milano, aveva posto fine alle persecuzioni contro i Cristiani facendo trionfare la loro religione.
Egli affermò ironicamente:
(Voltaire)

### La tesi di Gibbon

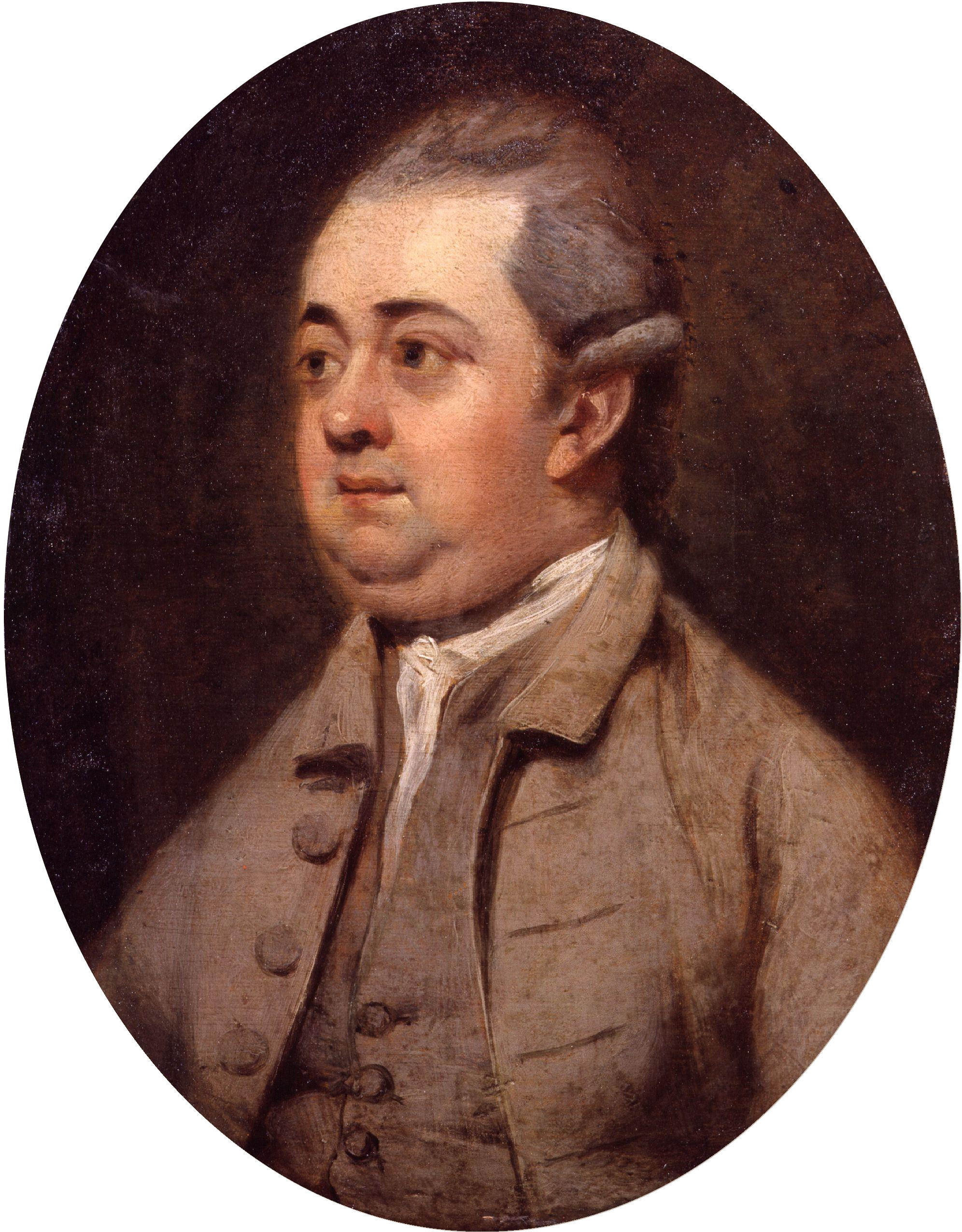
Edward Gibbon (1737-1794)

Nella Storia della decadenza e caduta dell'Impero romano, pubblicata a Londra dal 1776 al 1788, considerata la massima opera della storiografia settecentesca, l'inglese Edward Gibbon, elencava una serie di motivi che hanno portato alla decadenza dell'Impero:
« [...] la decadenza di Roma fu conseguenza naturale della sua grandezza. La prosperità portò a maturazione il principio della decadenza...Invece di chiederci perché fu distrutto, dovremmo sorprenderci che abbia retto tanto a lungo. Le legioni vittoriose, che in guerre lontane avevano appreso i vizi degli stranieri e dei mercenari,... il vigore del governo militare fu indebolito e alla fine abbattuto dalle istituzioni parziali di Costantino, e il mondo romano fu sommerso da un'ondata di barbari.
Spesso la decadenza di Roma è stata attribuita al trasferimento della sede dell'Impero [...]. Tale pericolosa novità ridusse la forza e fomentò i vizi di un duplice regno...
Sotto i regni successivi l'alleanza tra i due imperi fu ristabilita, ma l'aiuto dei Romani d'Oriente era tardivo, lento e inefficace [...].»
ma da discepolo fedele di Voltaire, identificava nel Cristianesimo la causa prima della crisi dell'Impero:
«...l'introduzione, o quanto meno l'abuso, del cristianesimo ebbe una certa influenza sulla decadenza e caduta dell'Impero romano. Il clero predicava con successo la pazienza e la pussilanimità. Venivano scoraggiate le virtù attive della società, e gli ultimi resti di spirito militare finirono sepolti nel chiostro. [...]
...la Chiesa e persino lo stato furono sconvolti dalle fazioni religiose [...]; il mondo romano fu oppresso da una nuova specie di tirannia, e le sette perseguitate divennero i nemici segreti del paese.
...Se la decadenza dell'Impero romano fu affrettata dalla conversione di Costantino, la sua religione vittoriosa attenuò la violenza della caduta e addolcì l'indole crudele dei conquistatori».
A parte l'evidente spirito anticlericale illuministico che ispirava l'analisi di Gibbon bisogna tuttavia riconoscerne l'attualità se anche Momigliano (1959) concordava nell'evidenziare come il trionfo del Cristianesimo avesse notevolmente influito sulle istituzioni della società pagana.

## Secondo romantici e positivisti
Né i romantici, che pure avevano rivalutato il Medioevo, né i positivisti del primo periodo si peritarono di accodarsi o di contrastare le tesi di Gibbon: nella loro visione ottimistica della storia non poteva rientrarvi l'analisi della decadenza dell'Impero e della fine della civiltà antica, anche se il nazionalismo, specie degli storici tedeschi, li spingeva ad esaltare la funzione storica delle invasioni barbariche da cui aveva originato quel Medioevo da loro positivamente considerato.
La storiografia ottocentesca preferì occuparsi della Roma repubblicana come il romantico Niebhur o il positivista Mommsen. L'eccezione a questa corrente interpretativa fu quella di Jacob Burckhardt.

### La tesi di Herder

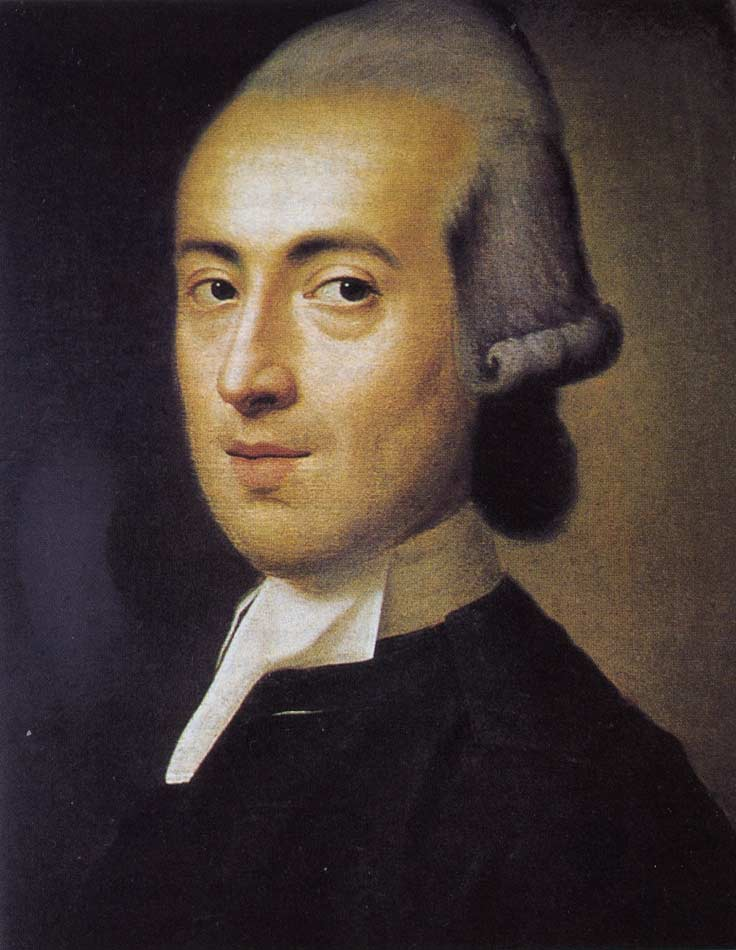
Johann Gottfried Herder (1744-1803)

Nell'Auch eine Philosophie der Geschichte (Ancora una filosofia della storia), del 1774, Herder introduceva nella storia l'azione di una Provvidenza che non interviene direttamente, ma raggiungeva il suo scopo suscitando forze che indirizzavano la storia dell'umanità nella direzione di sviluppi «così semplici, delicati e meravigliosi quali li vediamo in tutte le produzioni della natura».
La storia dell'intera umanità ripropone la vicenda di ogni singolo individuo: l'Oriente è l'infanzia dell'umanità - e il dispotismo di quegli Stati sarebbe giustificato dalla necessità dell'esercizio dell'autorità nel periodo dell'infanzia - la storia dell'Egitto rappresenta la fanciullezza, quella dei Fenici l'adolescenza, quella dei Greci la giovinezza, «gioia giovanile, grazia, gioco e amore» e, infine, la storia dei Romani simboleggia la «maturità del destino del mondo antico».
Sembrerebbe la descrizione di un ciclo naturale e positivo; ma come spiegare la fine del mondo antico, il crollo drammatico dell'Impero?
Per Herder, l'impero romano d'Occidente cadde perché volle distruggere i caratteri nazionali, ignorare le tradizioni dei singoli popoli, organizzare come un meccanismo la vita umana: dopo la sua caduta vi fu «un mondo completamente nuovo di lingue, di costumi, d'inclinazioni».
L'intervento dei Germani nella scena della storia fu positivo, essi apportarono nuova linfa e nuovi valori: «le belle leggi e conoscenze romane non potevano sostituire le forze scomparse, non potevano reintegrare nervi che non avvertivano più alcuno spirito vitale, non stimolavano più impulsi spenti e allora nacque nel Nord un "uomo nuovo" portatore di nuova forza, nuovi costumi "forti e buoni" e nuove leggi spiranti coraggio virile, sentimento dell'onore, fiducia nell'intelletto, onestà e timore degli dei».

### La tesi di Niebuhr

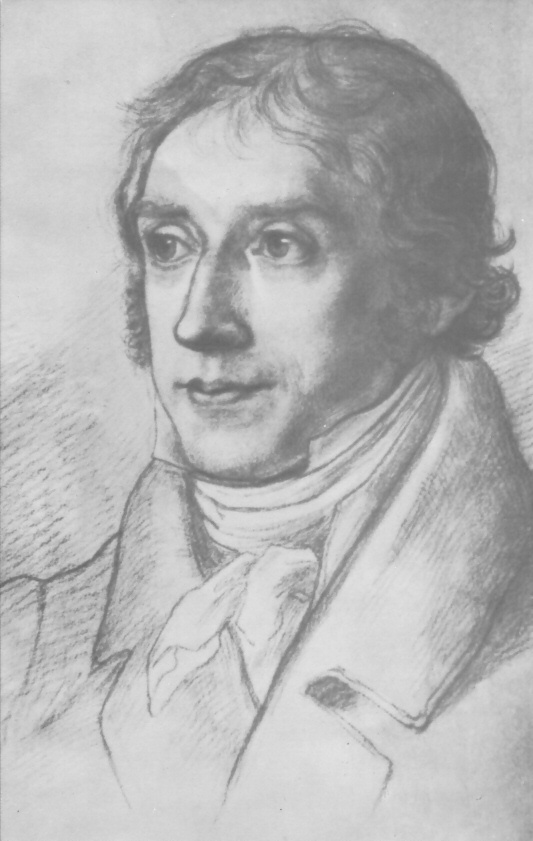
Barthold Georg Niebuhr (1776-1831)

Lo storico Niebuhr, pur concordando con Herder nel ritenere l'Impero un oppressore delle nazionalità, riconobbe anche aspetti positivi all'istituzione imperiale:
«Se nell'ultima parte della storia della Repubblica la fine di una vita compiuta deve, se anche turbare, però attrarre, cessa per l'ulteriore storia imperiale questo interesse. [...] È la storia di una grande massa corrotta, dove solo la violenza decide, dove la sorte di 100 milioni e più di uomini sta su un solo individuo e sui pochi che costituiscono il suo seguito più immediato. La parte occidentale [...] riceve di nuovo una specie di unità [...] nella lingua [...], in Oriente si consolida di nuovo la nazionalità greca. Era una situazione il cui decorso nessuna azione umana poteva impedire; dalla guerra annibalica si manifestano solo più sforzi per provocare delle crisi; un secolo dopo cessa anche questo. C'era solo più uno sviluppo di forze meccaniche; le forze vive avevano tutte ceduto; la natura non produce più nessuna crisi; è un lento morire, agiva una indefinita malattia distruttrice che doveva portare alla fine. Nella storia universale questa storia è notevole, come storia politica e nazionale è invece triste e spiacevole: nell'uso pratico essa è ancora più importante della storia della repubblica, tutte le scienze [...] hanno indispensabilmente bisogno di lei».

### La tesi di Hegel

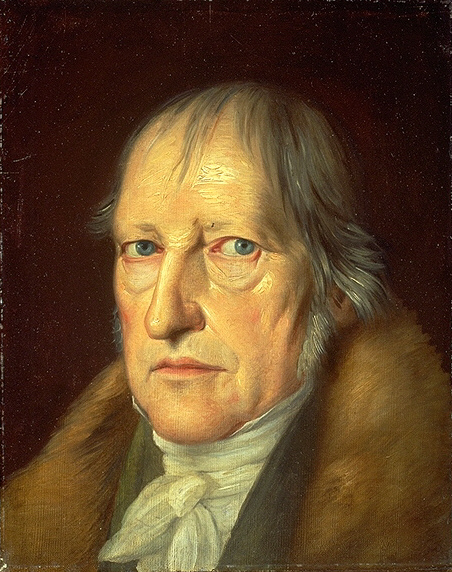
Georg Wilhelm Friedrich Hegel (1770-1831)

Hegel nelle Lezioni si sofferma sul declino e caduta dell'Impero. Influenzato dalla lettura di autori illuministi come Gibbon, le cause principali della caduta dell'Impero per il filosofo tedesco sono:
- Il dispotismo degli imperatori
- La corruzione della Chiesa

Leggendo della strage dei familiari ordinata dall'Augusto Costanzo II, figlio di Costantino, Hegel giunse alla conclusione che la diffusione del Cristianesimo aveva solo peggiorato il dispotismo orientale e offerto all'Imperatore il «pretesto del diritto e dei nomi più santi».
Per il filosofo idealista tedesco inoltre la Chiesa aveva reso anche più deboli militarmente i Romani, in quanto, incoraggiando una vita contemplativa e di preghiere, li aveva privati del loro antico spirito combattivo, lasciandoli in balia dei Barbari:
«Così vediamo, all'avvicinarsi di un'orda di barbari alla città, sant'Ambrogio, o Antonio, con il suo popolo numeroso non già affrettarsi sulle mura alla difesa, bensì in ginocchio nelle chiese e per le strade implorare la divinità di stornare quella terribile sciagura».
Hegel critica anche la Chiesa per le lotte di potere e le controversie al suo interno pur separando la funzione nella storia della Chiesa cattolica dalla sua degenerazione in seguito all'alleanza con il declinante impero.

### Burckhardt

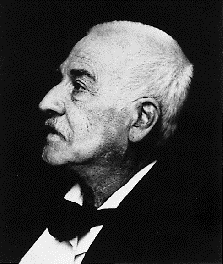
Jacob Burckhardt nel 1892

Lo storico calvinista svizzero Carl Jacob Burckhardt (1818 – 1897) fu trascurato dalla contemporanea cultura storica europea, che solo dopo la sua morte, nell'intervallo tra le due guerre mondiali, rivalutò opere come l'"Età di Costantino il grande", pubblicata a Basilea nel 1852, dove si analizzava in modo originale la questione della conversione, per convinzione o opportunità politica, di Costantino.
Burckhardt propendeva per l'opportunismo di Costantino, ma lasciava questa sua convinzione sullo sfondo interessandogli di più «...trascendere i limiti della mera biografia e del dramma personale per fare del primo imperatore battezzato la punta d'iceberg della tensione emotiva e spirituale di un'epoca».
Il problema della falsa o autentica religiosità di Costantino allo storico svizzero interessava relativamente, poiché ciò che gli importava era dimostrare come l'età costantiniana rappresentasse, pur nell'ambito della più generale decadenza dell'Impero, un'età autonoma.
Originale la sua visione di decadenza del mondo antico come conseguenza di una vera e propria senescenza fisica, una degenerazione corporea delle classi dirigenti, che Burckardt desumeva dall'analisi dell'arte tardo antica.
- L'idea affascinò la storiografia positivista, che la riprese con lo storico tedesco Otto Seeck, che nella sua Storia della rovina del mondo antico (1894) giudicava la fine dell'Impero come la necessaria conseguenza di un fenomeno "naturale", ovvero «l'eliminazione dei migliori» per la sopravvivenza dei più deboli: secondo Seeck gli individui superiori per doti fisiche e spirituali si estinsero in una specie di selezione naturale al contrario, causata dalle continue guerre, dai mutamenti politici e sociali, dal massiccio apporto di schiavi orientali che alterarono con i loro costumi la cultura originaria romana.

## Storiografia del XX secolo
Alla fine del XIX secolo e nei primi anni del Novecento il tema della decadenza e caduta dell'Impero romano uscì dai confini della storiografia e assunse nel campo letterario il simbolo culturale e artistico del senso angoscioso della fine di un mondo espresso nel termine "decadentismo":
«Sono l'Impero alla fine della decadenza

che guarda passare i grandi Barbari bianchi

componendo acrostici indolenti dove danza

il languore del sole in uno stile d'oro»
- Diffusa notorietà nella storiografia del XX secolo ebbe la tesi marxista sulle cause della decadenza dell'Impero rintracciabile nell'opera di Friedrich Engels ne L'origine della famiglia (1884), dove sostiene che la fine vada attribuita alla mutazione dal modo di produzione schiavistico a quello di tipo feudale.
- Nello stesso periodo il giovane studioso di storia agraria del mondo antico Max Weber riecheggiava la tesi marxista nel saggio su Le cause sociali del tramonto della civiltà antica (1896) sostenendo che la caduta dell'Impero fosse dovuta alla fine del "sistema della piantagione"[15] schiavistica e da qui il declino degli scambi commerciali e delle città.

Negli anni che preparano l'avvento delle dittature fasciste anche la storiografia s'ispira alle tesi razziali sulle cause della caduta dell'Impero.
- Lo storico statunitense Tenney Frank estende l'analisi già iniziata da O. Seek con la sua teoria della eliminazione dei migliori, ad una vera e propria teoria razziale sulla fine dell'Impero consistente in una deleteria "mescolanza di razze"[16] che hanno contaminato le razze superiori.
- Lo svedese Nilsson porta a conclusione le teorie su citate con la sua concezione dell'"ibrido" «un tipo umano moralmente e psicologicamente instabile, frutto di quel crogiuolo di razze che fu l'Impero romano, il quale non avendo avuto il tempo di stabilizzarsi, ne provocò a lungo andare la rovina.»

### Pirenne

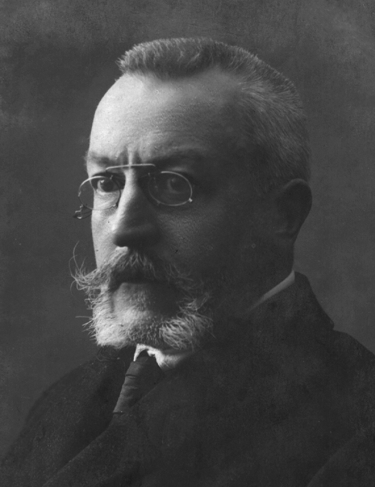
Henri Pirenne.

Lo storico belga Henri Pirenne (1862 – 1935) contestò l'idea per cui le invasioni barbariche abbiano davvero causato la caduta dell'impero romano in Europa. Secondo lo studioso, infatti, lo stile di vita romano continuò ad essere seguito anche dopo la caduta dell'impero, così come il sistema economico "mediterraneo" continuò ad esistere secondo le linee impostate dai romani stessi. Del resto, i barbari giunsero a Roma non tanto per distruggerla, quanto per essere partecipi della sua ricchezza. In qualche modo, dunque, i barbari invasori tentarono di mantenere in vita gli aspetti essenziali della "romanità".
Secondo Pirenne, il vero punto di svolta è rappresentato dall'espansione araba del VII secolo nel Mediterraneo. L'avvento dell'Islam, infatti, ruppe i legami economici dell'Europa con tutta l'area corrispondente a Turchia sud-orientale, Siria, Palestina, Nordafrica, Spagna e Portogallo: in tal modo, l'Europa fu ridotta ad un'area ristagnante, esclusa dai commerci. Cominciò un'epoca di impoverimento che, al momento dell'ascesa di Carlo Magno, aveva ormai fatto dell'Europa un'economia esclusivamente agraria e di sussistenza, del tutto estranea agli scambi commerciali su lunga distanza.
Secondo Pirenne, "senza l'Islam, l'impero dei Franchi non sarebbe forse mai esistito e, senza Maometto, Carlomagno sarebbe inconcepibile".
Per meglio sostenere la sua tesi, Pirenne fece frequente ricorso a metodi di indagine di tipo quantitativo. In particolare, egli diede particolare importanza alla scomparsa di risorse dall'Europa. Per esempio, la coniatura di monete d'oro a nord delle Alpi cessò quasi del tutto dopo il VII secolo, ad indicare la scomparsa di traffici commerciali di grande entità per cui si preferì tesaurizzare l'oro considerati i rischi allora connessi agli scambi, per l'insicurezza e le condizioni in cui erano ridotte le strade romane.
Allo stesso modo, segno di decadenza culturale, il papiro, fabbricato esclusivamente in Egitto, non venne più utilizzato nelle terre a nord delle Alpi a partire dal VII secolo: si ritornò, infatti, ad impiegare pelli di animali per la scrittura.

### Rostovtzev
La produzione storiografica tra le due guerre mondiale vede l'avvento della grande opera dello storico russo Mikhail Rostovtsev (1870 - 1952), uno degli studiosi più autorevoli del XX secolo di storia greca, romana e iraniana.
Nella sua opera Storia economica e sociale dell'Impero romano (1926) Rostovtzev, che aveva assistito agli avvenimenti della Rivoluzione d'ottobre dai quali era stato personalmente colpito tanto da dover fuggire dalla Russia, impressionato da questi avvenimenti avanzò una originale teoria sulla crisi dell'Impero romano.
Secondo lo storico russo la decadenza dell'Impero era stata causata da una "rivoluzione sociale" di contadini-soldati che aveva distrutto la cultura cittadina imperiale.
Nella parte finale della sua opera Rostovtzev espone la sua teoria metastorica alla luce dei drammatici fatti della rivoluzione russa:
«È possibile estendere una civiltà elevata alle classi inferiori senza degradare il contenuto di essa e diluirne la qualità fino all'evanescenza. Non è ogni civiltà destinata a decadere non appena comincia a penetrare nelle masse?».
Come ha osservato Lellia Cracco Ruggini nonostante i condizionamenti ideologici «la grande lezione di Mikail Rostovtzev [...] fu quella di aver saputo tracciare una ricostruzione storica estremamente ricca, che trasfigurava una massa smisurata di materiali archeologici, numismatici e antiquari in un discorso di "storia totale" - ben prima che la formula fortunatissima degli Annales si affermasse - circolando organicamente dall'analisi dell'economia, della società e delle istituzioni a quella della cultura e della mentalità, e rifiutando ottiche unidimensionali, semplificanti, estrinseche»

### Altri

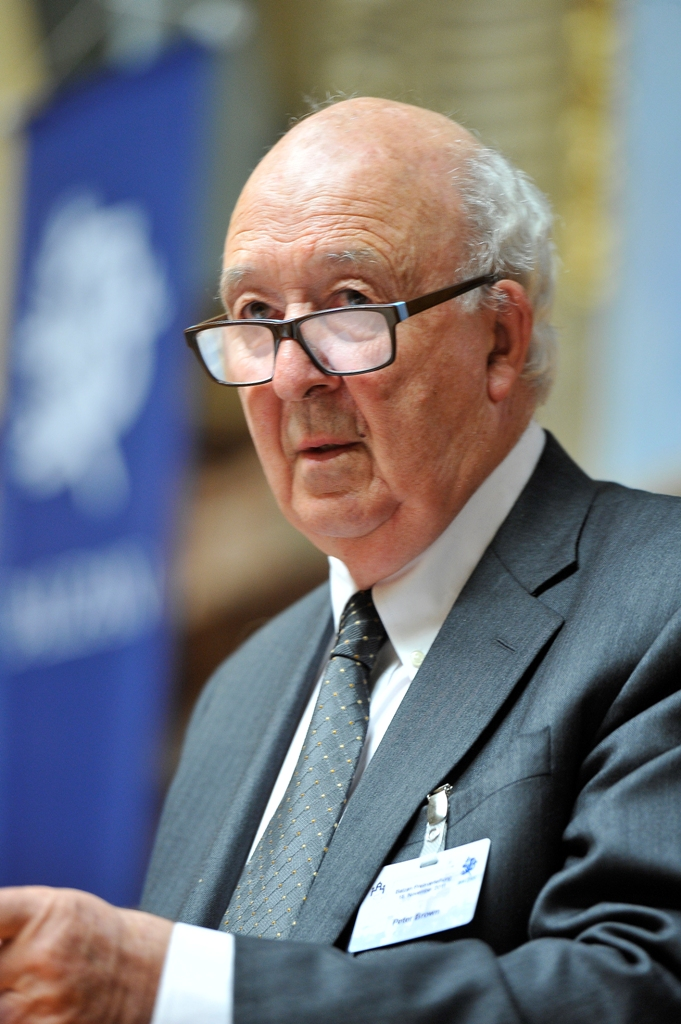
Peter Brown

Lo storico Santo Mazzarino (1916 – 1987) rintracciò l'idea di una decadenza della cultura romana sin dai tempi della classicità e nel suo La fine del mondo antico sottolineava la gravità del crollo dell'Impero:
Diversa la concezione dello storico Peter Brown che nell'opera Nascita dell'Europa cristiana del 1971 negò la decadenza e rovina dell'Impero, affermando invece che più che un crollo era avvenuta una grande trasformazione, iniziata con le invasioni barbariche e proseguita dopo la caduta formale dell'Impero d'Occidente con i regni romano-barbarici; egli sostiene che tale trasformazione sarebbe avvenuta senza rotture brusche, in un clima di sostanziale continuità.
Tale tesi viene ora sostenuta da numerosi storici, tra cui Walter Goffart, il quale sostiene che lo stanziamento dei barbari fosse avvenuto con il permesso dai Romani, anche se poi questi persero il controllo di tale esperimento di integrazione dei barbari nell'Impero.

## Storiografia del XXI secolo

### Peter Heather
In contrasto con sostenitori della teoria della caduta dell'Impero come una "trasformazione" senza rotture brusche, Peter Heather afferma nel suo saggio La caduta dell'Impero romano: una nuova storia (2005) che la causa prima della caduta dell'Impero fu l'evento devastante delle invasioni barbariche.
Lo storico inglese afferma che Roma, per affrontare la minaccia sasanide, dovette concentrare buona parte delle sue forze (il 40% dell'esercito romano d'Oriente) sul limes orientale. L'Impero romano d'Oriente, impegnato a difendersi sul confine orientale, non poteva collaborare alla difesa della parte occidentale dell'Impero, considerando inoltre che Costantinopoli doveva tenere a bada anche le incursioni dei barbari, come gli Unni di Attila, che premevano sul confine basso-danubiano.
La minaccia persiana portò l'Impero romano nel IV secolo a riorganizzare profondamente lo Stato dal punto di vista politico, militare e burocratico, portando tra l'altro alla confisca dei fondi che un tempo erano spesi a livello locale e alla suddivisione dell'Impero in due o più parti, con conseguente rischio maggiore di guerre civili.
Secondo la storiografia più diffusa tale riorganizzazione dello stato, operata da Diocleziano e Costantino I nel tentativo di risolvere la crisi persiana, portò a un declino generalizzato dell'economia, soprattutto in Occidente, con un aumento esorbitante delle tasse, che avrebbe portato sul lastrico i contadini sempre più impossibilitati a pagarle, con conseguente abbandono dei campi e formazione degli "agri deserti" e l'istituzione del colonato, con i contadini legati alla terra, per combattere il fenomeno.

#### La ripresa economica del IV secolo
Heather smentisce queste tesi di un declino generalizzato dell'economia rurale nel Tardo Impero sulla base di recenti studi archeologici basati sui rilevamenti aerei che hanno dimostrato che l'economia del Tardo Impero nelle campagne fu caratterizzata una netta ripresa nel IV secolo, sia in Occidente che in Oriente (anche se l'Oriente era più prospero), raggiungendo, forse proprio in questo periodo, il massimo sviluppo rurale in tutta la storia romana.
Le uniche regioni non toccate da questa crescita economica nel IV secolo, secondo i rilevamenti aerei, furono l'Italia, che aveva perso la preminenza sulle province, e le province sulla frontiera del Reno devastate dalle incursioni barbariche.
Heather fornisce un'interpretazione alternativa delle fonti legali e letterarie, ritenendole per niente incompatibili con i dati archeologici. Per esempio gli "agri deserti" citati nelle fonti legali erano per definizione terre che non producevano gettito fiscale, dunque non sarebbero necessariamente da interpretare come campi un tempo coltivati ma poi abbandonati a causa del fiscalismo oppressivo del Tardo Impero che li rendeva antieconomici da coltivare; per esempio gli agri deserti in Africa citati da una legge del 422 corrispondevano a un territorio desertico, da sempre incolto. Heather inoltre sostiene che l'aumento delle tasse, se non eccessivo al punto da minare la fertilità dei campi o da ridurre alla disperazione i contadini, può aver effettivamente portato a un aumento della produzione agricola, incentivando i contadini a produrre di più. Heather non nega comunque che la vita di un contadino nel IV secolo fosse molto più gravosa rispetto ai secoli precedenti a causa dell'aumento delle tasse e del vincolo al suolo. Tuttavia, «né i ritrovamenti archeologici né le testimonianze scritte contraddicono un quadro generale che vede le campagne assestate su ottimi livelli di popolazione, produzione e rendimento».
Heather smentisce, andando contro le tesi più diffuse, quindi la tesi del "declino economico" come causa principale della caduta dell'Impero, sostenendo che la crisi economica dello stato arrivò soltanto nel V secolo, come conseguenza delle invasioni barbariche.
Tuttavia, secondo Heather, questa ripresa economica era limitata da un "tetto" piuttosto rigido oltre il quale la produzione non poteva crescere: nella maggior parte delle province i livelli di produzione erano già al massimo per le tecnologie dell'epoca. Inoltre punti deboli di Roma erano la lentezza e la limitatezza delle sue strutture politiche ed economiche nel mobilitare le risorse necessarie a fronteggiare i nemici esterni.
Inoltre, se le campagne si ripresero, al contrario vi fu, a partire dal IV secolo, un declino nelle città. A causa della riorganizzazione dello stato obbligata dalla minaccia sasanide, l'Impero dovette confiscare alle città i fondi che un tempo erano spesi a livello locale. La risultante rafforzamento dell'esercito in Oriente riuscì alla fine a stabilizzare le frontiere con i Sasanidi, ma la riduzione dei fondi spesi a livello locale nelle province dell'Impero portarono a due trend che, secondo Heather, portarono a un impatto negativo a lungo termine. In primo luogo, scomparvero gli incentivi che portavano gli ufficiali locali a spendere il loro tempo e denaro nello sviluppo delle infrastrutture locali; gli edifici pubblici dal IV secolo in poi tendevano ad essere più modesti e meno finanziati dal centro dell'Impero, in quanto i fondi spesi a livello locale erano stati ridotti. Secondo Heather, inoltre, «nel tardo impero il potere politico locale passò sostanzialmente dalle mani dei consigli cittadini a quelle dei burocrati imperiali: il che rese del tutto inutili gli sfoggi di generosità edile testimoniati dalle iscrizioni lapidarie della prima fase dell'Impero».

#### Le "supercoalizioni" barbariche
Heather passa poi ad esaminare la condizione dei barbari, sostenendo, portando a suo supporto evidenze archeologiche, che i contatti diplomatici e commerciali con gli occupanti romani avevano rafforzato le tribù germaniche confinanti, rendendole più prospere economicamente, con conseguente crescita demografica e maggiore coesione interna e quindi più temibili rispetto al I secolo. La crescita della prosperità dovuta ai contatti con l'Impero aveva condotto a disparità di ricchezza sufficienti a creare una classe dominante in grado di mantenere il controllo su molti più gruppi rispetto che in precedenza, con il risultato che i Barbari erano diventati una minaccia più seria.
Lo storico inglese, applicando il terzo principio della dinamica alla storia, sostiene che l'estrema aggressività dello stato romano nei confronti dei Germani abbia portato a una reazione uguale e opposta che abbia permesso ai Germani di reagire alla supremazia romana riorganizzando la propria società in modo da riuscire a liberarsi dalla dominazione romana, giungendo infine a provocarne la caduta.
Ad accelerare il processo fu la migrazione delle tribù nomadi degli Unni verso la fine del IV secolo: essi, con i loro spostamenti verso Occidente, avevano causato un "effetto domino" che aveva portato le tribù germaniche confinanti con l'Impero a invaderlo in massa per sfuggire alla sottomissione ai nomadi. Le invasioni degli Unni spinsero prima Visigoti (376) e poi Vandali, Alani, Svevi, Burgundi (406) a entrare all'interno dei confini dell'Impero.
La coesione dei barbari, avvenuta per resistere con maggiore successo alle controffensive romane, portò tra l'altro alla formazione di nuove "supercoalizioni" tra diversi gruppi barbari: ad esempio i Visigoti che nel 418 si stanziarono in Gallia Aquitania erano una nuova formazione politica, risultato della "fusione" tra varie tribù gotiche, mentre anche la supercoalizione tra Vandali e Alani fu il risultato della controffensiva romano-visigota che spinse gli Alani a chiedere la protezione del re dei Vandali Asdingi, portando alla "fusione" tra i due popoli; la formazione di tali supercoalizioni garantì loro una sopravvivenza a lungo termine, rendendoli nemici potenti per l'Impero d'Occidente, che poteva contare su circa 90.000 soldati nel 420, in inferiorità numerica rispetto agli invasori del V secolo, stimati intorno a 110.000-120.000 guerrieri. Altre supercoalizioni citate da Heather sono gli Ostrogoti (unione tra i Goti Amali in Pannonia e i foederati goti dell'Impero in Tracia, raggiunta intorno al 480) e i Franchi (unione sotto un unico re, Clodoveo, tra più tribù di Franchi intorno al 470-480), che tuttavia sorsero negli ultimi anni dell'Impero d'Occidente e il cui successo è quindi più una conseguenza che una causa della caduta dell'Impero.
Il legame tra il centro dell'Impero e le varie realtà locali si basava inoltre sulla protezione, con l'esercito e con le leggi, di una cerchia ristretta di proprietari terrieri, i quali ricambiavano l'Impero attraverso il pagamento delle tasse.
L'arrivo dei barbari portò a forze centrifughe che separarono le realtà locali dal centro dell'Impero: i proprietari terrieri romani, non ricevendo protezione dall'esercito romano contro i nuovi arrivati, per non perdere i loro possedimenti, ricercarono il sostegno dei nuovi padroni tradendo così lo stato romano. Inoltre, i ceti inferiori - oppressi dal fiscalismo tardo-imperiale - certo non opposero strenua resistenza agli invasori barbari e anzi talvolta li appoggiarono.
Inoltre le lotte all'interno dello stato romano per la conquista del potere imperiale tra i generali e le insurrezioni in province lontane di separatisti (i cosiddetti Bagaudi) non contribuirono certamente a migliorare la situazione, anche se Heather non le ritiene comunque la causa principale della caduta, ma piuttosto dei limiti interni dello stato che impedirono all'Impero di superare la crisi provocata dagli invasori:
La produzione agricola costituiva una percentuale non inferiore all'80% del PIL dell'Impero; la produttività dei campi era dunque fondamentale per mantenere un esercito potente. Le continue devastazioni e occupazioni di province ad opera dei barbari portò a una costante diminuzione del gettito fiscale nelle casse della nuova capitale d'Occidente (402) Ravenna causando una crescente difficoltà di pagare le truppe e mantenere un esercito adeguato per affrontare le nuove minacce.  Nelle province più devastate dalle invasioni il gettito fiscale si era ridotto, come attestano le leggi romane, a 1/8 della quota normale. Nel 450 l'Impero aveva perso il 50% della sua base imponibile e per la carenza di denaro non poteva più schierare un esercito in grado di opporsi con successo alle spinte centrifughe dei foederati germanici, provocando la caduta finale dell'Impero e la formazione dei regni romano-barbarici.

#### La casualità
Tuttavia Heather non ritiene che la caduta di Roma fosse per questi rapporti di forze inevitabile ma, a suo parere, fu dovuta anche alla casualità di vari avvenimenti che se avessero avuto esito diverso avrebbero potuto ritardarla anche di molto. Viene citata ad esempio la spedizione contro i Vandali del 468:
Il fallimento della spedizione, dovuto anche a sfortuna meteorologica (anche se le fonti parlano di un probabile tradimento del generale Basilisco), determinò invece in poco meno di un decennio il collasso completo dell'Impero d'Occidente.

### Bryan Ward Perkins
La teoria della trasformazione senza rotture brusche viene rigettata anche dallo storico Ward Perkins Bryan, che nel suo libro La caduta di Roma e la fine della civiltà (2008) ritiene che le invasioni barbariche e la conseguente caduta di Roma furono un processo violento e brutale, che causò, come testimoniano anche recenti scavi archeologici,  un declino generalizzato in molte parti dell'ex Impero: peggioramento delle condizioni di vita della popolazione, crisi nei commerci, spopolamento delle città, ecc.
Come Heather, Bryan sostiene che l'Impero cadde a causa di un circolo vizioso di instabilità politica, invasioni barbariche, e conseguente riduzione del gettito fiscale.

### Michel De Jaeghere
Lo storico francese Michel De Jaeghere, nella monografia Les Derniers Jours: la fin de l'Empire romain d'Occident (2014), sostiene la tesi che il crollo dell'impero romano d'occidente più che dalle invasioni dei barbari fu determinato da una crisi interna; De Jaeghere contesta inoltre la tesi che l'avvento del cristianesimo sia stato un fattore cruciale per la decadenza dell'impero. Le frontiere dell'impero non erano in grado di trattenere efficacemente le tribù locali che cercavano di varcarle spinte dalle invasioni degli Unni o attratte dallo stile di vita dei Romani. La politica romana peraltro aveva incoraggiato a lungo l'immigrazione nel tentativo di contrastare lo spopolamento delle campagne e delle città. Per arginare la minaccia dei barbari, l'impero iniziò a stanziare somme enormi per finanziare eserciti mercenari e armamenti. La tassazione, pertanto, crebbe a dismisura e divenne un fardello molto difficile da sostenere. Non esistendo più il ceto dei cittadini piccoli proprietari terrieri, l'agricoltura era in mano a pochi proprietari i quali gestivano vasti latifondi grazie all'impiego di schiavi. La schiavitù di massa impediva inoltre l'innovazione tecnologica. L'usura era molto diffusa. Sotto l'influsso del Cristianesimo la legislazione imperiale introdusse misure contro la denatalità, la degenerazione dei costumi e a favore delle classi più povere; ma questi provvedimenti vennero costantemente disattesi per la corruzione imperante e l'avversione delle classi dominanti.